# Larraul
Larraul est une commune du Guipuscoa dans la communauté autonome du Pays basque en Espagne.

## Culture
Larraul dispose d'un Musée Ethnographique. Les pièces qui peuvent être vues sont de différentes époques et montrent la vie et les coutumes du caserío (ferme) basque.

## Personnalités
- Jexux Mari Irazu (1972) : bertsolari.
- Francisco de Tolosa (XVIe siècle) : fut général de l'ordre franciscain, ainsi qu'évêque de Tui.

### Sources
- (es) Cet article est partiellement ou en totalité issu de l’article de Wikipédia en espagnol intitulé « Larraul » (voir la liste des auteurs).